# Тревелес
Тревелес (ісп. Trevélez) — муніципалітет в Іспанії, у складі автономної спільноти Андалусія, у провінції Гранада. Населення — 712 особи (1 січня 2022).
Муніципалітет розташований на відстані близько 380 км на південь від Мадрида, 35 км на південний схід від Гранади.

## Демографія
Динаміка населення (INE ):

## Галерея зображень

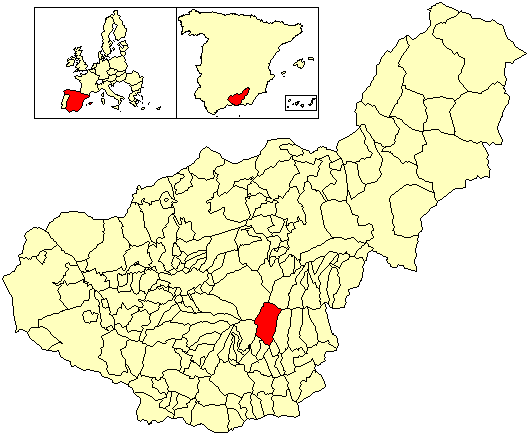
Розташування муніципалітету у провінції Гранада
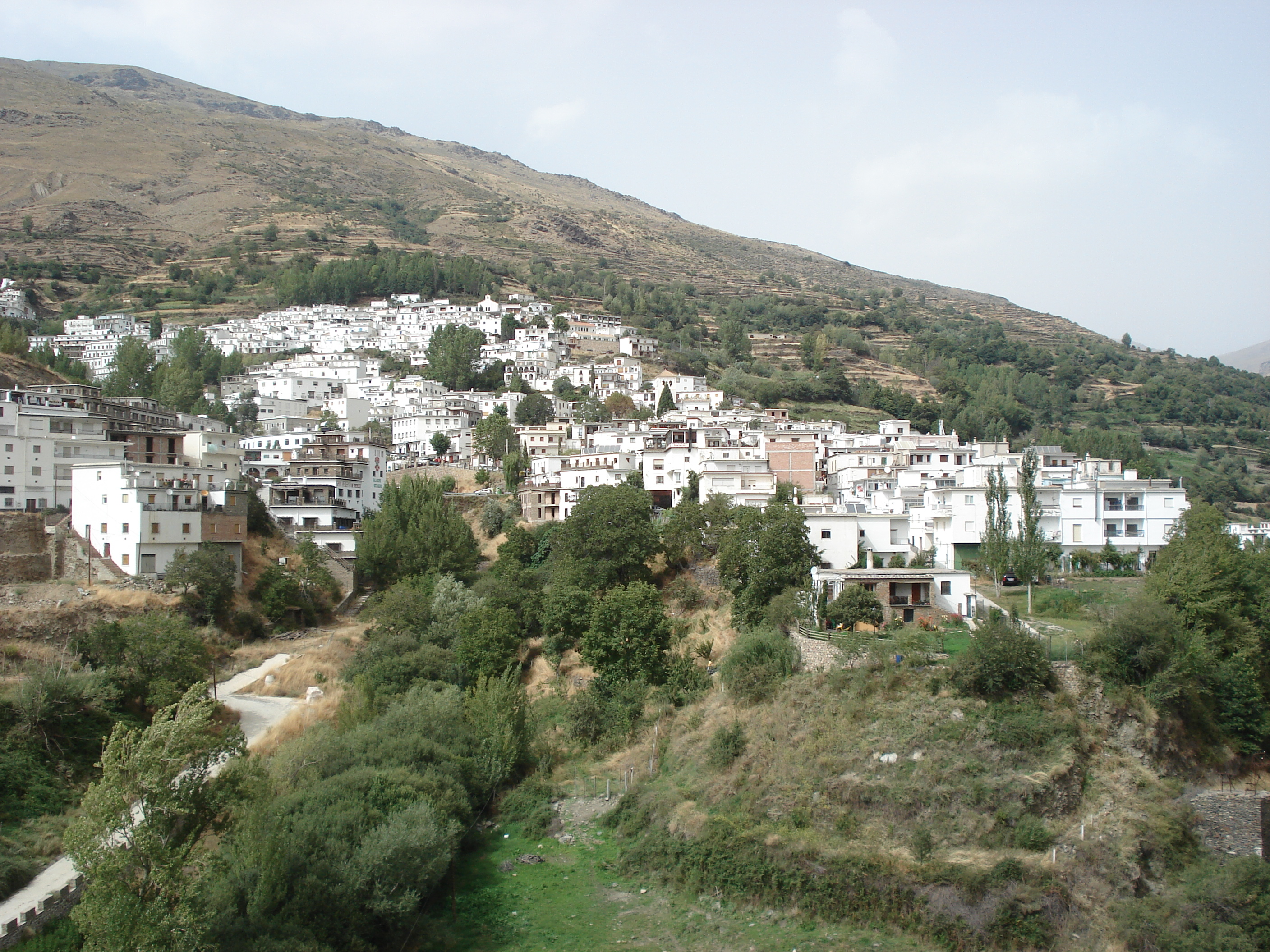
Тревелес
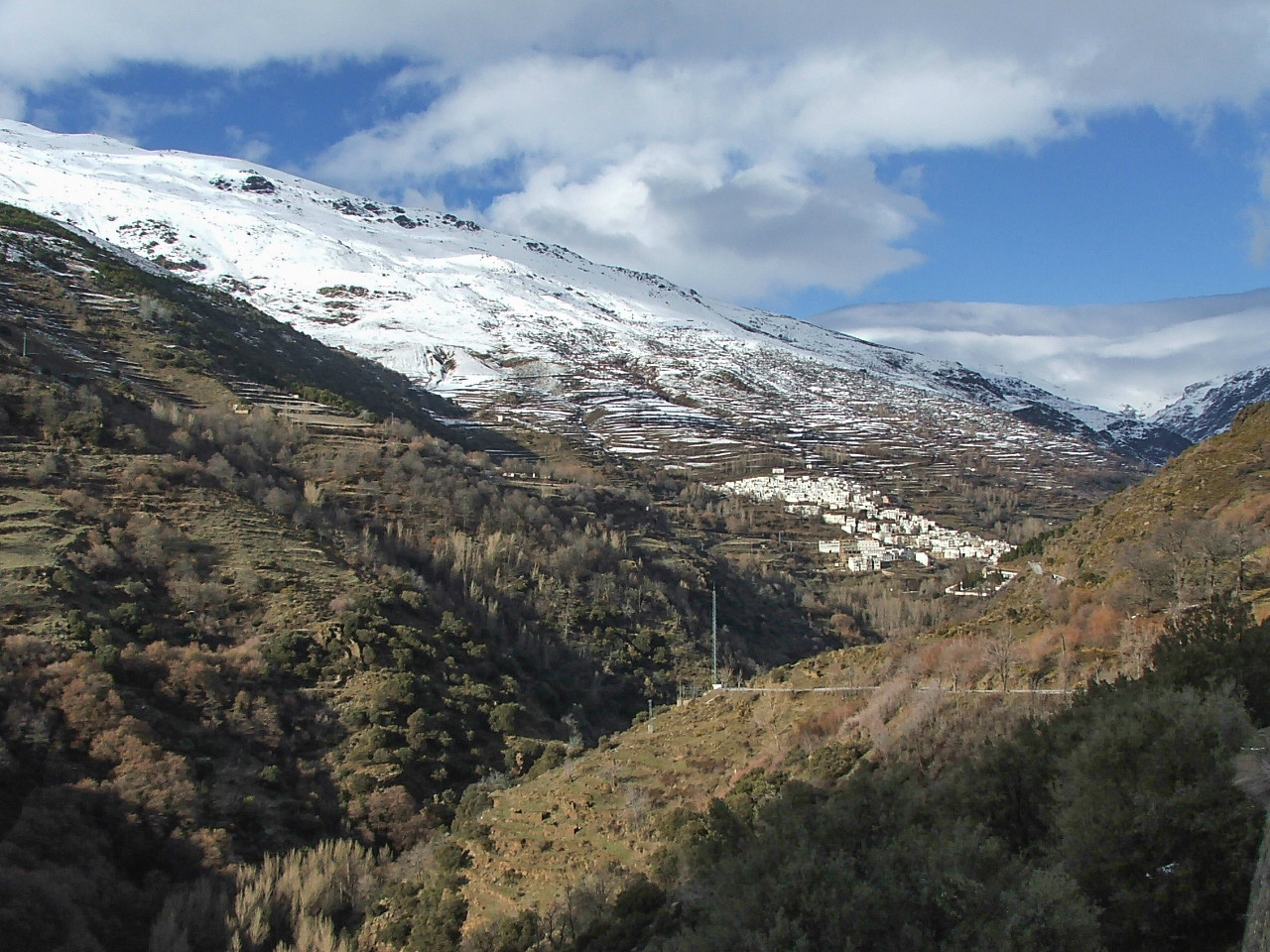
Тревелес
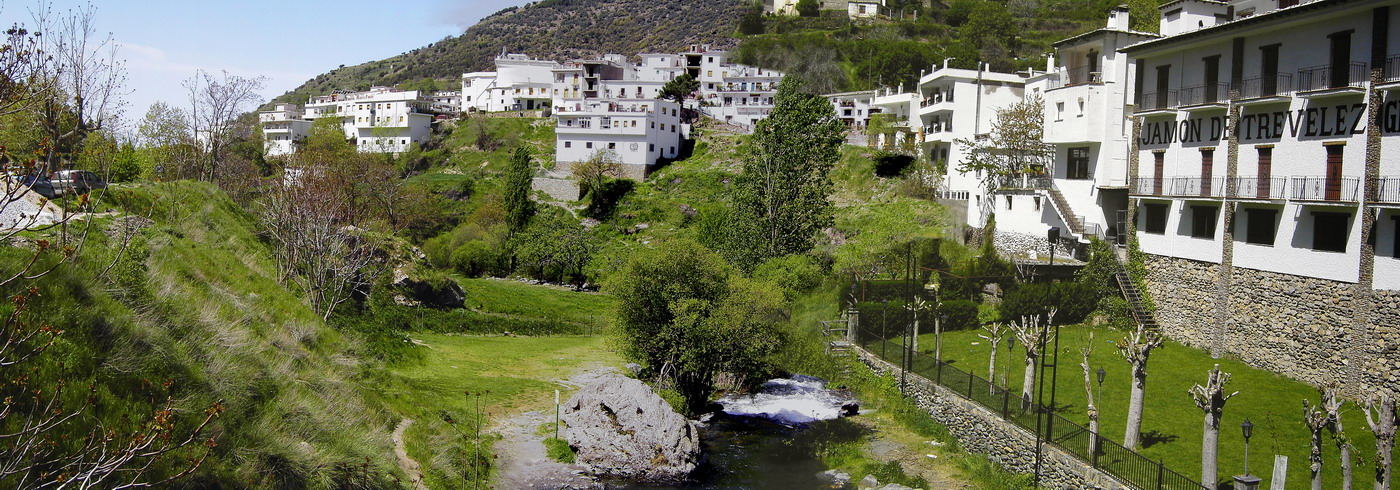
Тревелес
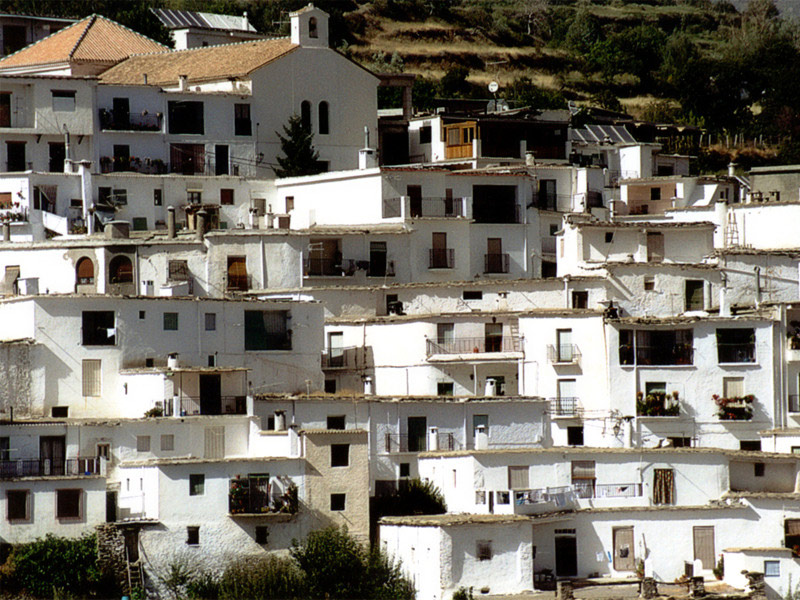
Тревелес